# 女心がわかる男、わからない男。
『女心がわかる男、わからない男。』（おんなごころがわかるおとこ、わからないおとこ）は、日本テレビで2018年4月14日（13日深夜）から6月30日（29日深夜）まで「プラチナプラス」枠で期間限定で放送されたバラエティ番組。同年2月7日にパイロット版が「プラチナイト」枠で放送された。

## 概要
本番組は、「ワケアリ独身男子」としてバカリズムらが各回にて女性芸能人をゲストに迎えた上で、男女の価値観の違いについて浮き彫りにするといった内容である。

## 出演者
- レギュラー
  - バカリズム
- 準レギュラー
  - 中丸雄一（KAT-TUN）
  - 西川貴教
  - 武田真治
  - 小峠英二（バイきんぐ）
  - 中岡創一（ロッチ）
  - 渡辺裕太
  - 井上裕介（NON STYLE）- レギュラー化以降加入。
- ナレーション
  - 森富美（日本テレビアナウンサー）

### ゲストリスト
| 回数   | 放送日          | 女性ゲスト                     | 最も女心がわかる男                       | 最も女心がわからない男                             |
| ------ | --------------- | ------------------------------ | ---------------------------------------- | -------------------------------------------------- |
| PT     | 2月7日          | 藤本美貴、新川優愛、筧美和子   | バカリズム(藤本・新川)、小峠英二(筧)     | 西川貴教(藤本)、渡辺裕太(新川・筧)                 |
| 1      | 4月14日         | ホラン千秋                     | 井上裕介                                 | 武田真治                                           |
| 2      | 4月21日         | 村上佳菜子                     | 中岡創一                                 | バカリズム                                         |
| 3      | 4月28日         | 堀田茜                         | バカリズム                               | 中岡創一                                           |
| 4      | 5月5日          | 浅田舞、菊地亜美               | 無し(菊地)、バカリズム(浅田)             | 中丸雄一(菊地)、渡辺裕太(浅田)                     |
| 5・6   | 5月12・19日     | 仲里依紗、ブルゾンちえみ       | バカリズム(仲)、渡辺裕太(ブルゾン)       | 武田真治(仲・ブルゾン)                             |
| 7・8   | 5月26日・6月2日 | 中村アン、大政絢               | 西川貴教(中村・大政)                     | 中岡創一(中村・大政)                               |
| 9      | 6月9日          | 高岡早紀                       | 中岡創一                                 | 渡辺裕太                                           |
| 10     | 6月16日         | かたせ梨乃                     | 中岡創一                                 | 中丸雄一、渡辺裕太                                 |
| 11・12 | 6月23・30日     | 辺見えみり、MEGUMI、滝沢カレン | バカリズム（辺見・ME）、井上裕介（滝沢） | 武田真治（辺見・ME）、西川貴教、バカリズム（滝沢） |

## ネット局
| 放送対象地域   | 放送局                    | 系列           | 放送日時                     | 備考       |
| -------------- | ------------------------- | -------------- | ---------------------------- | ---------- |
| 関東広域圏     | 日本テレビ（NTV）         | 日本テレビ系列 | 土曜 0:30 - 0:59（金曜深夜） | 制作局     |
| 北海道         | 札幌テレビ（STV）         | 日本テレビ系列 | 土曜 0:30 - 0:59（金曜深夜） | 同時ネット |
| 青森県         | 青森放送（RAB）           | 日本テレビ系列 | 土曜 0:30 - 0:59（金曜深夜） | 同時ネット |
| 岩手県         | テレビ岩手（TVI）         | 日本テレビ系列 | 土曜 0:30 - 0:59（金曜深夜） | 同時ネット |
| 宮城県         | ミヤギテレビ（MMT）       | 日本テレビ系列 | 土曜 0:30 - 0:59（金曜深夜） | 同時ネット |
| 秋田県         | 秋田放送（ABS）           | 日本テレビ系列 | 土曜 0:30 - 0:59（金曜深夜） | 同時ネット |
| 福島県         | 福島中央テレビ（FCT）     | 日本テレビ系列 | 土曜 0:30 - 0:59（金曜深夜） | 同時ネット |
| 新潟県         | テレビ新潟（TeNY）        | 日本テレビ系列 | 土曜 0:30 - 0:59（金曜深夜） | 同時ネット |
| 長野県         | テレビ信州（TSB）         | 日本テレビ系列 | 土曜 0:30 - 0:59（金曜深夜） | 同時ネット |
| 富山県         | 北日本放送（KNB）         | 日本テレビ系列 | 土曜 0:30 - 0:59（金曜深夜） | 同時ネット |
| 石川県         | テレビ金沢（KTK）         | 日本テレビ系列 | 土曜 0:30 - 0:59（金曜深夜） | 同時ネット |
| 香川県・岡山県 | 西日本放送（RNC）         | 日本テレビ系列 | 土曜 0:30 - 0:59（金曜深夜） | 同時ネット |
| 福岡県         | 福岡放送（FBS）           | 日本テレビ系列 | 土曜 0:30 - 0:59（金曜深夜） | 同時ネット |
| 長崎県         | 長崎国際テレビ（NIB）     | 日本テレビ系列 | 土曜 0:30 - 0:59（金曜深夜） | 同時ネット |
| 熊本県         | くまもと県民テレビ（KKT） | 日本テレビ系列 | 土曜 0:30 - 0:59（金曜深夜） | 同時ネット |

## スタッフ

### レギュラー版
- 企画・演出：石村修司
- 構成：堀江利幸、宮下勇二、カツオ、岡野ぴんこ
- タイトルロゴ：森三平
- リサーチ：千葉歩（VISPO）
- CAM：吉田剛
- VE：善方光一
- AUD：鈴木智之
- ロケCAM：市川眞法
- TM：新名大作
- 技術協力：池田屋、ZETA
- 美術：高津光一郎（日本テレビアート）
- 編集：鶴了道、岩崎優貴、一戸勇人、瑞慶覧雄太、淺津浩気、高橋直人<週替り>（全員スタジオヴェルト）
- MA：山田謙一（スタジオヴェルト）
- 音効：冨田昌一（neo）
- 企画協力：マセキ芸能社
- AD：草野志帆、茂手木絢亮、久留米沙恵、志村慧里子（久留米・志村→2018年6月2日-）[交代制]
- AP：曳地麻実、吉川美由紀（吉川→2018年6月2日-）[交代制]
- デスク：安永美和
- ディレクター：中村文彦、二神新、安部雅史、齋藤篤史、渡辺学、伊澤洋介<週替り>
- 演出：藁科誠、川俣和也（川俣→2018年6月2日-）[交代制]
- プロデューサー：今井康則、内田智子、道下綾子（道下→2018年6月2日-）、松島美由紀[内田・道下は交代制]
- チーフプロデューサー：納富隆治（2018年6月2日-）
- 制作協力：RUMBLE BEE inc.、てっぱん（てっ→2018年6月2日-）[交代制]
- 製作著作：日本テレビ

#### 過去のスタッフ
- チーフプロデューサー：松岡至（2018年4月14日-5月26日）

### パイロット版
- 企画・演出：石村修司
- 構成：堀江利幸、宮下勇二、カツオ、岡野ぴんこ／桜井慎一
- タイトルロゴ：森三平
- リサーチ：千葉歩（VISPO）
- CAM：神尾淳
- AUD：玉城善彦
- VE：横川友之
- ロケCAM：市川眞法
- 技術協力：SWISH JAPAN、ZETA
- 編集：加藤雄一（スタジオヴェルト）
- MA：神山幸久（スタジオヴェルト）
- 音効：冨田昌一（neo）
- AD：野島彩希、西岡孝輔
- AP：井手茶智
- デスク：安永美和
- ディレクター：味岡晃司、上村雄一
- 演出：中澤洋貴
- プロデューサー：今井康則、切替愛
- チーフプロデューサー：松岡至
- 制作協力：日企
- 製作著作：日本テレビ